# Viadukt Tan-jang-Kchun-šan
Viadukt Tan-jang-Kchun-šan (čínsky v českém přepisu Tan-jang-Kchun-šan ta čchiao, pchin-jinem Dānyáng-Kūnshān dà qiáo, znaky 丹阳－昆山大桥) je s délkou 164,8 kilometrů nejdelší most na světě. Jedná se o železniční viadukt na vysokorychlostní trati Peking – Šanghaj, leží na úseku tratě v provincii Ťiang-su. Vede zde v krajině delty řeky Jang-c’-ťiang. Pod ním leží především rýžová pole, nejdelší souvislý úsek přes vodní hladinu představuje devět kilometrů přes jezero Jang-čcheng u Su-čou.
Pro provoz byl most otevřen 30. června 2011.